# Nadżran (Syria)
Nadżran (arab. نجران) – miejscowość w Syrii, w muhafazie As-Suwajda. W 2004 roku liczyła 2955 mieszkańców.